# リンガ諸島

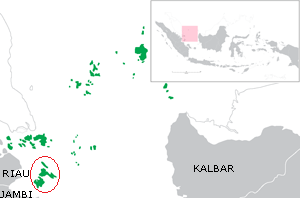
リアウ諸島州（緑色）とリンガ諸島（赤丸）

リンガ諸島（リンガしょとう、インドネシア語: Kepulauan Lingga、英語: Lingga Islands）は、インドネシア リアウ諸島州に属する諸島。リンガ県の行政管轄区域と一致する。
リアウ諸島の南、スマトラ島の東、赤道直下に位置する。スマトラ島との間にある海域はリンガ泊地と呼ばれ、太平洋戦争中は日本海軍の根拠地として利用された。
リンガ郡の面積は2,205.95 km2 、人口は2010年の国勢調査で86,150人、住人は主にマレー人でその他にブギス族、華人（客家、潮州、福建）がいる。郡庁はリンガ島のDaikにある。

## 名前の由来
リンガ(Lingga)はサンスクリットで男性器を意味する。リンガ島 Daik山の山容が3つの峰から構成され、男性器を連想させることによる。不死性の象徴としてマレー語の詩に読まれている。

## リンガ諸島の島
リンガ島が最も大きく人口が多い。次いでシンケップ島、セバンカ島、バクン島と続く。